# Acqua di rose

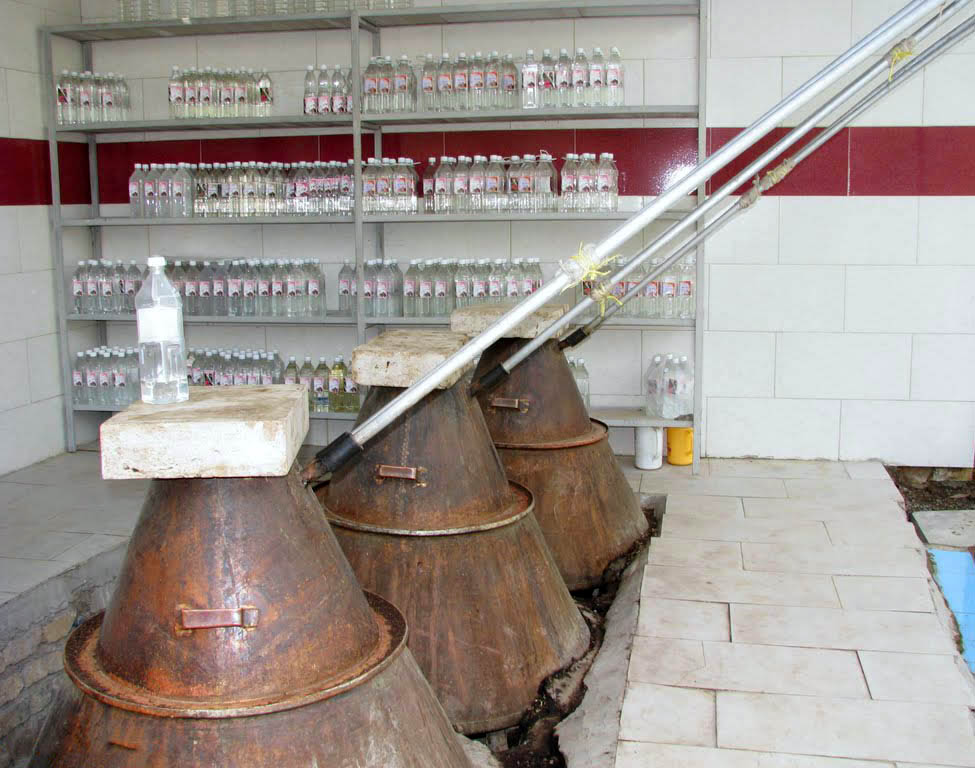
Una piccola manifattura di Acqua di rose a Kashan, in Iran

L'acqua di rose, o giulebbe, è una bevanda fatta con acqua, succo di erbe o frutti, zucchero o miele, che deve il nome al suo tipico colore rosato derivato appunto dalla presenza dell'estratto di rosa.
In Turchia viene utilizzata nella preparazione del güllaç, un dolce tipico del Ramadan.
L'acqua di rose è usata anche come profumo nell'industria cosmetica.

## Etimologia
Golāb deriva dal persiano golab, composto di gol = fiore e āb = acqua.

## Curiosità
Il golāb viene citato nella commedia Il malato immaginario di Molière: 
(Atto 1, Scena Prima)
 nel romanzo "L'isola del giorno prima" di Umberto Eco e nel romanzo La lunga vita di Marianna Ucria di Dacia Maraini. 
Leonardo Da Vinci, nel Codice Atlantico, conservato alla biblioteca Ambrosiana di Milano, cita l'"acquarosa", una bevanda i cui ingredienti sono estratto di rose, zucchero e succo di limone.
In conformità al divieto di consumo di alcool vigente nei paesi islamici, l'acqua di rose è usata come sostituto dello champagne sul podio dei Gran Premi del Bahrain, di Abu Dhabi, dell'Arabia Saudita e del Qatar di Formula 1.
L'espressione italiana "all'acqua di rose" si usa come attributo per qualificare una cosa fatta con leggerezza o qualcosa di blando, poco efficace.